# Pálffy-Daun Lipót
Ifjabb erdődi gróf Pálffy-Daun Lipót (teljes nevén: Pálffy-Daun Lipót Károly Nándor, Bécs, 1834. november 20. – Berkesz, 1884. szeptember 22.) teánoi herceg, festőművész, grafikus.

## Élete
Idősb erdődi gróf Pálffy-Daun Lipót Nándor teánoi herceg, rivolai őrgróf, elsőrangú spanyol grand, valóságos belső titkos tanácsos és Lobkovitz Szidónia hercegnő fia. Kitűnő testedző nevelésben részesült; merész lovas, kiváló úszó, a legjobb vívók és lövők egyike lett. Gyermekkorát és ifjúsága legnagyobb részét Stomfán a család birtokán töltötte. Első nevelője Ipolyi Arnold volt, aki 1849 júniusától szeptember közepéig mint udvari káplán volt a családnál, később is mint zohori plébános szoros baráti összeköttetésben maradt vele.
1848-49-ben a család a Bécs melletti Badenben tartózkodott. Az 1848. év vége felé szülei a bécsújhelyi katonai akadémiára küldték, amelyet 1853-ig kitűnő sikerrel elvégzett. Itt azonban a német és horvát tanulókkal gyakori összetűzései voltak, mert védte hazáját, védte nemzetét, még Kossuth nevének védelmére is síkra szállt, az ellenkező véleményűekkel tollkéssel párbajt is vívott; sőt elöljáróival is voltak összeütközései olvasmányai miatt, mert történeti munkákat és Petőfi költeményeit olvasta, ezért meg is büntették. (Érdekes, hogy a bécsújhelyi katonai akadémián a magyar irodalom és költészet történetét az 1870-es években éppen az ő allegóriai képe alapján tanították.)
1853-ban mint hadnagyot osztották be a Schwarzenberg-dzsidások lovas ezredéhez, mely akkor Gyöngyösön tanyázott. 1854 második felében, saját kivánságára a 6. (Würtemberg király) huszárezredhez főhadnaggyá nevezték ki. Ezen időben Kossuth nézetétől eltérve inkább Széchenyi felé hajlott, és a békés kiegyenlítést óhajtotta. 1857-ben magasabb katonai kiképeztetése végett a bécsi vezérkari hadiakadémiára (Kriegsschule) jelentkezett, melyet egy év múlva, mint az osztályban a második, elhagyott. 1859 tavaszán, a szárd háború idején már kapitány volt a Radetzky-huszároknál, ahonnét rövid idő múlva Károly Ferdinánd főherceg mellé osztották be segédtisztnek. A villafrancai fegyverszünet után elhagyta az osztrák hadsereget, hogy Magyarországon részt vegyen az újraébredő állami életben. Ezen időbe esik bizalmasabb ismeretsége Széchenyi István gróffal, akit Döblingben többször meglátogatott. 1860 tavaszán az olasz-római háború küszöbén az Anconában szervezendő idegenek légiójához jelentkezett, majd április 15-én másodkapitányi rangot kapott; pár hét múlva pedig pápai chef de compagnie-rangra emelték, és Lamoricière tábornok mellé osztották be. Később mint őrnagy és a hadműveletek irodájának főnöke a hadjárat valamennyi műveletében részt vett. A pápai vitézségi aranyérmet nyerte.
Hazájába visszatérve, 1860. november 27-én a Pozsony vármegyei gyűlésen aljegyző lett. Az itáliai hadjárat okozta túlerőltetés beteggé tette, fejtífuszos baja gyógykezelése miatt 14 hónapig a döblingi gyógyintézetben kellett tartózkodnia. 1863. május 21-én elhagyta az intézetet, 1866-ig Stomfán élt visszavonulva. Ez idő alatt szülei stomfai birtokukat eladták, és Stübingbe költöztek, ő a közeli Grazban lakott és a tudományoknak élt; itt magyar olvasóegyletet szervezett, de különösen művészi, rajzolási és festészeti hajlamait kezdte művelni autodidakta módon. A történeti rajzolás nem könnyű faját bámulatos virtuozitásig vitte.
1868-ban öccsével, Vilmossal tanulmányutat tett külföldön és Párizsban több jeles művésszel, nevezetesen Gustave Doré-val ismerkedett meg. Visszajövet Németországban időzött hosszabb ideig. Ekkor egymásután készültek magyar történeti képei, összesen 14 darab. 1879 őszén a Népszínház részére Erkel Elek és Lukácsy Sándor Székely Katalin című operettjéhez korhű jelmezképeket, azután még egy pál dalműhoz és az ezredéves ünnepélyhez 14 albumlapot rajzolt. A Vörösmarty álma (a század megszülemlése) című nagy rajzát a Magyar Nemzeti Múzeum könyvtárának ajándékozta, miután előbb kisebb-nagyobb fényképeket készített róla és ezeket áruba bocsátotta az aradi vértanúk szobra javára; elkelt 2998 példány és 4128 forintot jövedelmezett. 

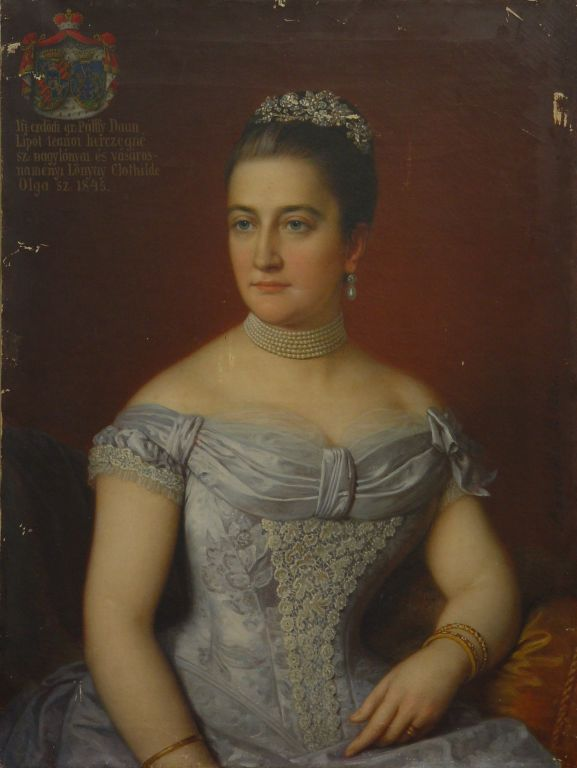
Felesége: Lónyay Klotild Olga

1881. október 4-én nőül vette Lónyay Klotild Olgát, Lónyay Gábor legifjabb leányát. 1882 őszén ismét visszatért hazájába és a fővárosban telepedett meg. Több hazai tudományos és művészeti társulatnak alapító vagy részvényes tagja lett. 1883 tavaszán egészsége megrendült, orvosai június végén Hallba küldték. Augusztus 20-án azonban betegen érkezett haza Berkeszre (Szabolcs vármegye), ahol 1884. szeptember 22-én meghalt.

## Írásai
- A magyar haza története című kép magyarázata kivonatolva ... kéziratából (A kép és magyarázó füzet egész jövedelme a «magyar Múzeum» javára lett fordítva). (Pest) 1868.
- Tájékozás a magyar költők című képemhez. Pozsony, 1880. (A magyar költők rövid életrajza).
- Az olaszországi hadjáratról cikket írt a bécsi Oesterr. Militärische Zeitschriftbe (1861.), mely különnyomatban is megjelent; ezt életrajzírója bő kivonatban közölte magyarul; ugyanitt közölték Ipolyi Arnoldhoz írt nyolc magyar levelét (1860. 1862.), két német és egy magyar költeményes levelezésének kivonatát; cikkei a Fővárosi Lapokban is megjelentek (1867. 272-274. sz. Magyar emlékek külföldön, 1871. A legrégibb magyar harczokról, A régi hazai építészetről, 1880. A fénykor, daliás idők I. Mátyás idejéből).
- Kéziratai Ipolyi Arnold gyűjteményében: A nádorválasztási ünnep, töredék 1853–54-ből, 4rét két és fél ív; Das Journal eines Menschen ... Theresienstadt, 1857 máj. 1-28-ig, 4rét, 23 lap; Az öreg jó Toldi utazása Magyarországon 1857-ben, kézrajzokkal illusztrálva, ívrét, 22 lap (Az öreg Toldinak, ki Nagy Lajos idejében szállott sírjába, egy Pozsonyban elhalt vén Bezirker annyit beszél Magyarország civilisatiójáról, hogy Toldi kikél sírjából s beutazza Magyarországot a vén némettel. De úgy megutálja a mit lát, hogy búsan száll vissza sírjába; csak az az egy vékony reménye maradt, hogy a vidéki falusi földmívelő népet romlatlanul találta); politikai cikke magyarul és németül.